# Trachysphyrus garciaferreri
Trachysphyrus garciaferreri är en stekelart som beskrevs av Porter 1967. Trachysphyrus garciaferreri ingår i släktet Trachysphyrus och familjen brokparasitsteklar. Inga underarter finns listade i Catalogue of Life.